# Nieuwerkerken
Nieuwerkerken è un comune belga di 6 685 abitanti, situato nella provincia fiamminga del Limburgo belga.
A tutto il 1º gennaio 2007 Nieuwerkerken aveva una popolazione di 6 685 abitanti. Il suo territorio si estende per 22.46 km² con una media di 298 abitanti per km². È composta di 4 villaggi: Binderveld, Wijer, Kozen and Nieuwerkerken. L'attuale sindaco è Benny Bamps (CD&V - Cristiani Democratici).
Nieuwerkerken è stata la location di una serie televisiva di successo sulla TV belga.

## Amministrazione

### Gemellaggi
- San Casciano in Val di Pesa